# Жизорский замок
Жизорский замок часто называют замком тамплиеров. Учёные до сих пор спорят, является ли холм, на котором построен замок Жизор, естественным или искусственным, но стратегическое положение замка бесспорно.

### История
Появление первых укреплений историки относят к 1087 году. Сеньор Жизора — Тибо «Паен» де Монморанси — укрепляет город каменной стеной. Уже спустя 7 лет на месте старых укреплений по приказу короля Англии Вильгельма II Рыжего начинается строительство замка под началом Робера де Беллема. Вильгельм II умер, не увидев своего детища, а строительство продолжил Генрих I.
За свою долгую жизнь замок повидал множество исторических персонажей, неоднократно переживал осады и стал участником разнообразных исторических событий. В 1113 году в Жизоре было заключено перемирие между Францией и Англией.
В 1116 году было закончено строительство восьмиугольного донжона, который сохранился и по сей день. Замок успешно выстоял в 1120 году во время первой своей осады. В 1123 году было решено построить вокруг замка мощную каменную стену. В 1144 году Готфрид Анжуйский завоевал герцогство Нормандию и передал замок Жизор (а в 1149 году и весь нормандский Вексен) Людовику VII, для признания его герцогом и обеспечения нейтралитета Франции в войне его жены Матильды с королём Стефаном за английский престол. В 1158 году сын Годфрида и Матильды король Англии Генрих II договаривается о будущем браке своего малолетнего наследника с французской принцессой, которая должна была получить в приданое Жизор и нормандский Вексен. На время замок передаётся в управление нейтральной стороне — тамплиерам. Однако в 1160 году Генрих II сумел убедить тамплиеров передать замок ему, а когда его сын Генрих «Молодой Король» умер бездетным в 1183 году, отказался возвратить приданое. Юный французский король Филипп II Август, занятый войной с лигой баронов, не имел возможности возражать.
Таким образом замок постепенно стал яблоком раздора и форпостом на границе основных интересов между французами и англичанами. Замок продолжают укреплять. В 1170 году начинаются очередные работы по укреплению замка по приказу Генриха II Короткого плаща, но они не спасают от взятия его в 1193 году Филиппом II Августом. Воспользовавшись ситуацией пленения Ричарда Львиное Сердце и его нахождения в плену у Леопольда Австрийского, Филипп Август захватил замок, подкупив коменданта замка, Жильбера де Вайскеля. Филипп продолжает укрепление замка, построив «башню узников». Несмотря на в целом неудачные войны Филиппа II Августа против Ричарда по условиям перемирий (в 1196 году в Гайоне (фр.) и в 1199 году в Ле Гуле) Жизор остаётся французским. В 1198 году у замка произошла Жизорская битва. 
Затем замок был снова передан в управление тамплиерам. В 1308 году тамплиеров Жизора арестовывают, сюда свозят наиболее «опасных» тамплиеров с округи и замок на последующие 6 лет превращается в тюрьму. «Башня узников» является свидетельством этих событий. Во время Столетней войны замок переходит несколько раз из рук в руки. В 1419 году войска герцога Кларенса после трёхдневной осады захватывают замок. В последующие 30 лет владения замком англичанами, здесь проводятся мероприятия по укреплению, а именно строительство 12 мощных башен по периметру крепостной стены. Но уже в 1449 году замок переходит французам, на этот раз навсегда.
1527 год для замка Жизор был ознаменован управлением со стороны герцога Ферарского, однако спустя пару лет замок прибрал себе герцог Майенн. Замок вновь менял несколько раз хозяев.
С появлением артиллерии Жизор утрачивает своё военное значение и уже в 1851 году становится собственностью города. После проведения реставрационных работ 1862 года замок признан историческим памятником.

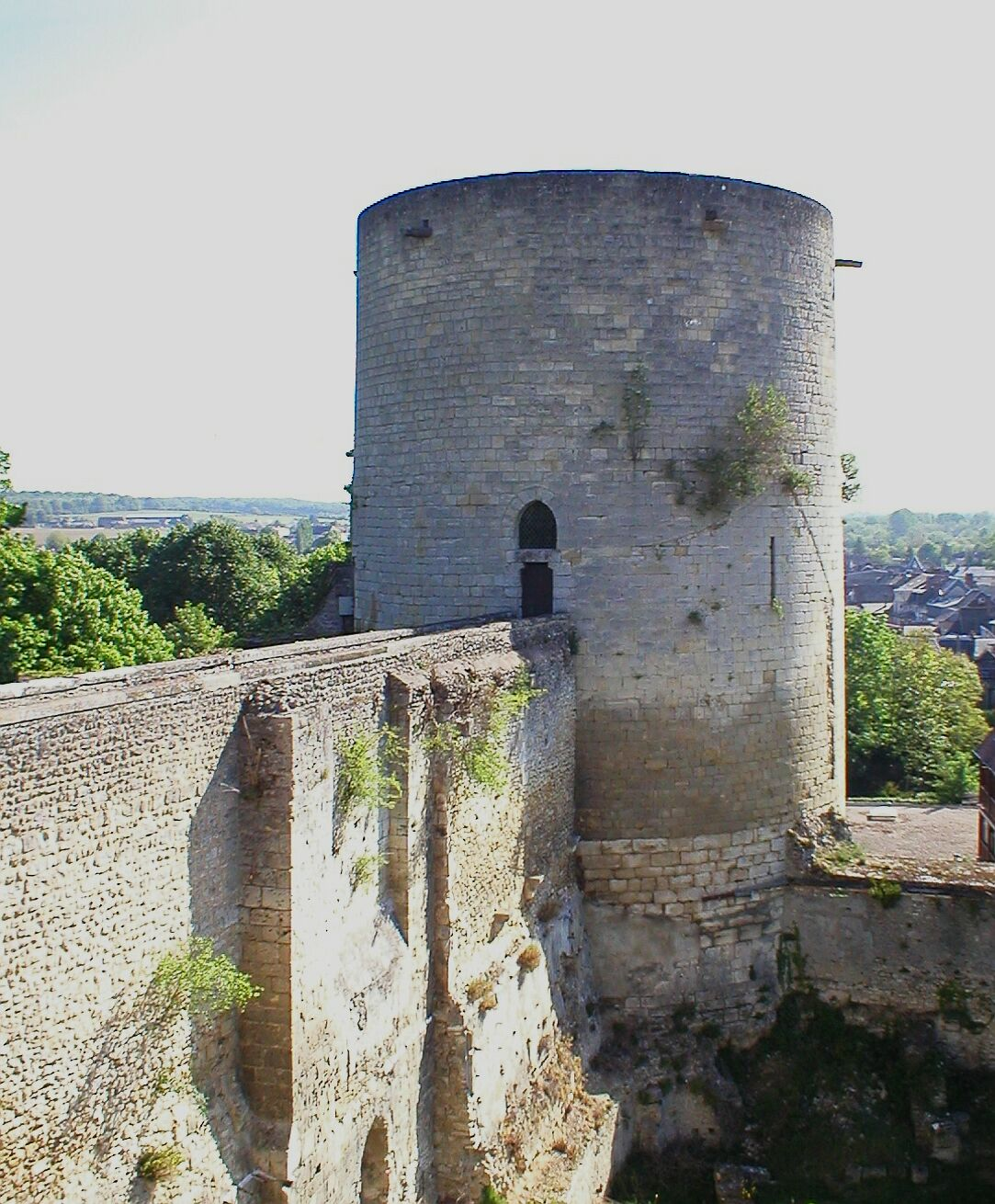
Жизорский замок. Стена и башня
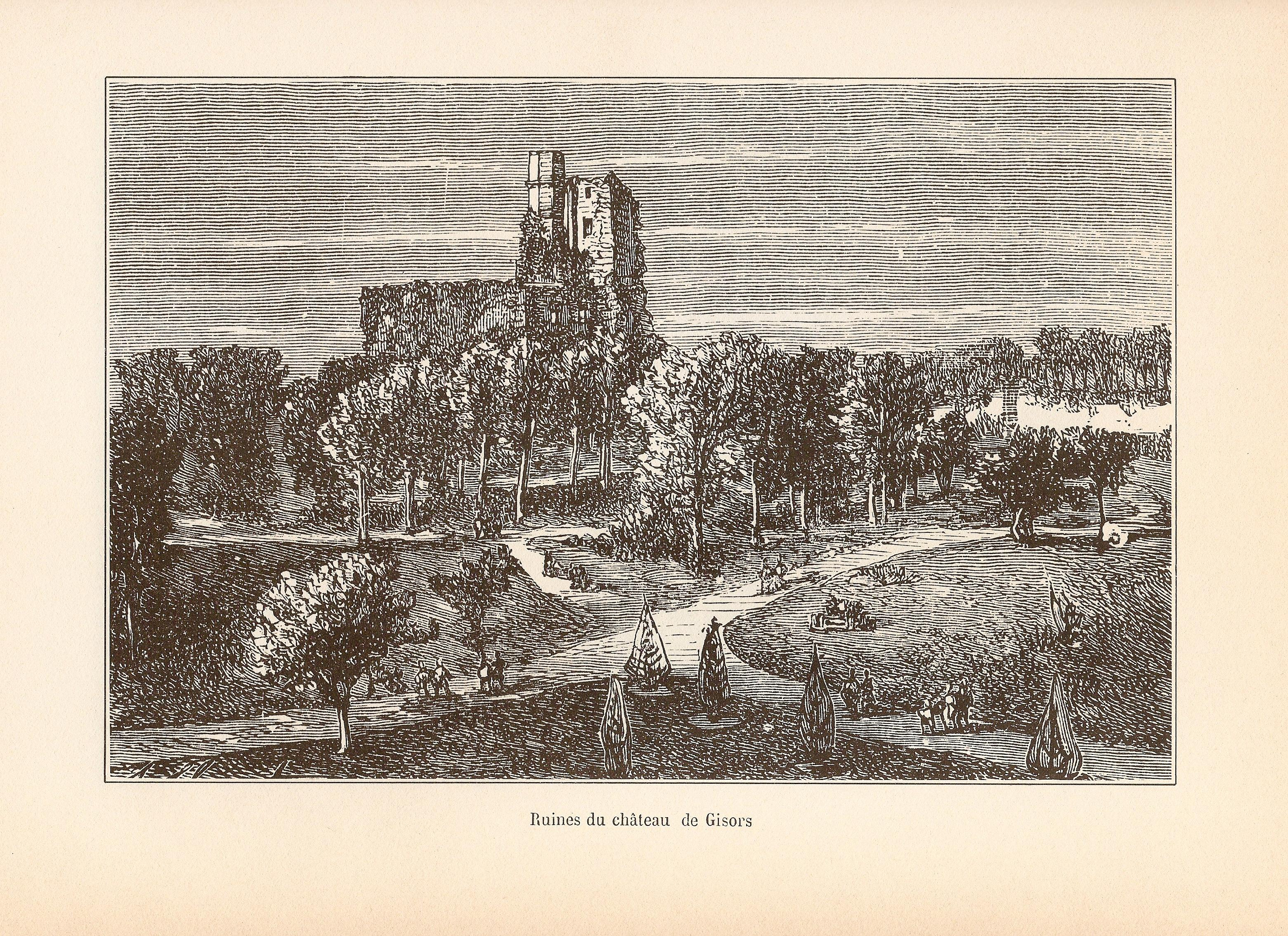
Жизорский замок. Гравюра XIX века